# Europaparlamentets utskott

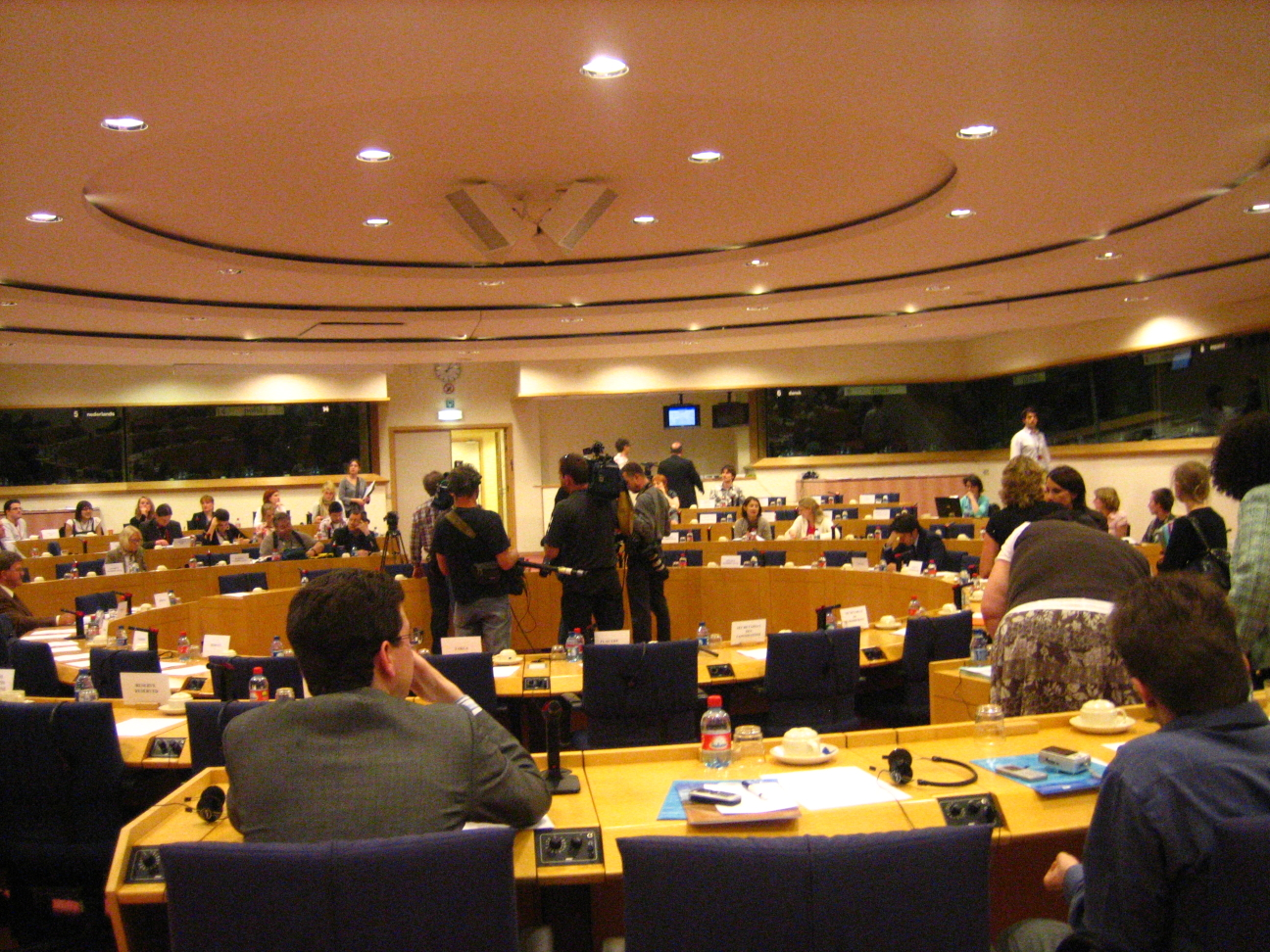
Utskottsrum i Europaparlamentet

Europaparlamentets utskott är utskott inom Europaparlamentet för att bereda beslut av parlamentet. 
Utskotten består av ledamöter av Europaparlamentet och leds av var sitt presidium bestående av en ordförande och fyra vice ordförande. Ledamöterna har också ersättare. 

## Utskott per augusti 2019
| Utskott                                                                            | Förkortning | Ordförande (grupptillhörighet)    |
| ---------------------------------------------------------------------------------- | ----------- | --------------------------------- |
| Utskottet för utrikesfrågor                                                        | AFET        | David McAllister (EPP)            |
| Underutskottet för mänskliga rättigheter                                           | DROI        | Maria Arena (S&D)                 |
| Underutskottet för säkerhet och försvar                                            | SEDE        | Nathalie Loiseau (ECR)            |
| Utskottet för utveckling                                                           | DEVE        | Tomas Tobé (EPP)                  |
| Utskottet för internationell handel                                                | INTA        | Bernd Lange (S&D)                 |
| Budgetutskottet                                                                    | BUDG        | Johan van Overtveldt (ECR)        |
| Budgetkontrollutskottet                                                            | CONT        | Monika Hohlmeier (EPP)            |
| Utskottet för ekonomi och valutafrågor                                             | ECON        | Roberto Gualtieri (S&D)           |
| Utskottet för sysselsättning och sociala frågor                                    | EMPL        | Lucia Ďuriš Nicholsonová (ECR)    |
| Utskottet för miljö, folkhälsa och livsmedelssäkerhet                              | ENVI        | Pascal Canfin (RE)                |
| Utskottet för industrifrågor, forskning och energi                                 | ITRE        | Adina-Ioana Vălean (EPP)          |
| Utskottet för den inre marknaden och konsumentskydd                                | IMCO        | Petra de Sutter (G/EFA)           |
| Utskottet för transport och turism                                                 | TRAN        | Karima Delli (G/EFA)              |
| Utskottet för regional utveckling                                                  | REGI        | Younous Omarjee (GUE/NGL)         |
| Utskottet för jordbruk och landsbygdens utveckling                                 | AGRI        | Norbert Lins (EPP)                |
| Fiskeriutskottet                                                                   | PECH        | Chris Davies (RE)                 |
| Utskottet för kultur och utbildning                                                | CULT        | Sabine Verheyen (EPP)             |
| Utskottet för rättsliga frågor                                                     | JURI        | Lucy Nethsingha (RE)              |
| Utskottet för medborgerliga fri- och rättigheter samt rättsliga och inrikes frågor | LIBE        | Juan Fernando López Aguilar (S&D) |
| Utskottet för konstitutionella frågor                                              | AFCO        | Antonio Tajani (EPP)              |
| Utskottet för kvinnors rättigheter och jämställdhet mellan kvinnor och män         | FEMM        | Evelyn Regner (S&D)               |
| Utskottet för framställningar                                                      | PETI        | Dolors Montserrat (EPP)           |